# 東京少年少女
『東京少年少女』（とうきょうしょうねんしょうじょ）は2019年4月3日に発売された、角松敏生通算22作目のスタジオ・アルバム。

## 解説
『THE MOMENT』以来5年振りのオリジナル・アルバム、『君をこえる日』以来27年半振り、2作目のミニ・アルバムとなった。
『東京少年少女』は「架空のミュージカル・サウンドトラック」というコンセプト・アルバムである。
アルバム制作2年程前から、角松は舞台作家KOUTA（大塚幸太）と飲み友達になり、舞台や音楽の話などを語り合った。そんな中、角松はKOUTAの語る「東京少年少女」の物語と「この話を本当に舞台化するなら、音楽中心に進めたい」という構想に、角松が長年心に秘め目指してきたという「大衆音楽のライブが持つ即興性を中心に音楽ライブが表現の中心となって、物語やメッセージのメタファーを行うようなエンターティメント」に重なる部分があり、深い興味を抱いた。そして「東京少年少女」を自分なりの解釈、想像で音像化したのが本作だという。
KOUTAは当初は吹奏楽部の物語ということで音楽のスタイルはビッグバンドで思い浮かべていた。丁度当時、角松がアロージャズ・オーケストラとのコラボレーションをはじめ、ビッグバンドと自身の音楽が合致する可能性を模索していた時期であったため物語を現実化するにはどうしたらよいか、を含めた体験学習として、2018年にアルバム『Breath From The Season 2018〜Tribute to TOKYO ENSEMBLE LAB〜』を発表した。
実際、ビッグバンドのコントロールをしてみたところ、KOUTAが考えるような舞台構成で音楽表現をするには、かなりハードルが高いと感じ、管楽器の編成を少なくした、ブラス・ファンク・ロック的なイメージの方が考えやすい結論に至った。
アルバム発売時点では『東京少年少女』は存在しない架空のミュージカルだったが、アルバム発売後に舞台化が決定し、2020年2月21日から23日の3日間にわたって渋谷区文化総合センター大和田で公演された。KOUTAは本名の「大塚幸太」名義で原案・脚本・作詞・演出、角松は音楽・作詞・音楽監督でそれぞれ参加。
近年の角松のアルバムではブックレットに角松自身によるセルフ・ライナー・ノーツが収載されるのが恒例となっているが、本作は初回限定盤を紙ジャケ見開き仕様にしたことで長文ライナーの封入が困難のため歌詞とクレジットのみ掲載。代案策として角松のFacebook公式アカウントとファンクラブBICサイト内「俺の話を聞け」コーナーに自身に依る解説が掲載された。
2021年6月19日に横浜アリーナで開催されたデビュー40周年コンサートの第2部で、角松の構想するステージエンターテインメント「MILAD（Music Live Act & Dance）」のプロトタイプとして、「東京少年少女」を角松の解釈と過去の楽曲を交えて再構成した「東京少年少女異聞」が上演された。

## 収録曲

### 通常盤
1. to be or not to be  –  (4:47)[1][2]
KOUTA・角松敏生 作詞 / 角松敏生 作曲・編曲 / 本田雅人 ブラス編曲
「to be or not to be」はウィリアム・シェイクスピアの「ハムレット」に登場する有名なセリフを引用している。角松は近年、シェイクスピアを再演出した舞台を見る機会が多く、タイトルをもらったと同時に「これはもうソウルで行くしかない」、「アイク&ティナ・ターナーみたいなフックがいい」とサビのメロディーがすぐに浮かんだという。ブラスはタワー・オブ・パワーやブラッド・スウェット&ティアーズ、アース・ウィンド&ファイアーのようなパンチで導入している。途中の場面転換で8ビートポップに変身するという落差は自分でも楽しかったという[3]。
ブラス・セクションはエリック宮城 Tp / 西村浩二 Tp / 中川英二郎 Tb / 本田雅人 Sax / 山本拓夫 B.Saxという非常に豪華なメンバーで、1日しかないスケジュールの中で全曲分のホーンセクションを録音した。角松は本作ではほとんどギターを弾いていないが、冒頭のこの曲だけはバッキングギターを自分で弾きたかったということで、角松自身が演奏している。コーラスは吉沢梨絵と小此木まりで、そこに若い男性のソウルフルなパンチの効いた声をミックスしたかったので、オーディションの末にインタースクールに通いミュージカルアクターを目指す現役高校生RYOが起用された。間奏の台詞は元々は詞だったが、曲にそわないと感じ台詞に転換された。これもオーディションに合格した芸能関係を目指す現役女子高生、小学生の声が採用されている。オープニングのタイトルつぶやきと嗤い声は前年の中野、神戸公演にコーラスで参加した上森真琴が担当[3]。
2. まだ遅くないよね  –  (3:46)[1][2]
KOUTA・角松敏生 作詞 / 角松敏生 作曲・編曲 / 本田雅人 ブラス編曲
KOUTAからこの詩の基本を見せられた時、瞬時にこれはデュエットでいきたいと思ったという。物語の中では女の子同士の友情を表現するシーンだが、角松は同時に、長い付き合いの恋人同士・夫婦同士とかが、一度冷めてしまった情のようなものを何かのきっかけで再確認・再認識するようなシーンを想像したのが理由だった。またそのようなダブル・トリプルミーニングを含ませたのは、本作が「架空のミュージカルトラック」でありながら今作を聴く多くの方がそこにイメージを限定されず、多くの解釈、受け取り方ができる、そんなフレキシビリティーを持たせたかったという意味もある[3]。
この曲のトラックは全てプログラミングだが、最近のディズニー海外ドラマシリーズの挿入歌を参考に時間をかけた綿密なトラックに仕上げている。特に吉沢梨絵との20年以上ぶりのデュエットなので力が入ったという。メジャーデビューを手伝った時、まだ幼さの残る21歳だったが、今ではファーストコールのベテランミュージカル女優となった吉沢と流れた時間を噛み締めながら丁寧に作曲された[3]。
3. 大人の定義  –  (4:50)[1][2]
KOUTA・角松敏生 作詞 / 角松敏生 作曲・編曲 / 本田雅人 ブラス編曲
この曲もKOUTAの詩を見たとき、瞬時にアコーステイックギターのイメージが湧き、KOUTAに聞いたところ「はいそうです」という返事が来たという。共作していく中で2人のイメージのシンクロはほぼ間違い無かったが、KOUTAも段々欲が出てきて「あそこはこうしたい、ここはこうしたい」と言い出してきたそうである。この曲でも「ここのこの部分で、キャラ変したい」という要望が来て、完成版のような構成になった。ただ出来上がったデモを聴かせるとKOUTAに「いきなり歌唱力のいる感じですね、キャラ変もここまで激しくなく、もっと素朴でアコギをジャガジャガ弾きまくるくらいの感じのイメージなんだけど」と言われたが「まぁ、いいじゃない、俺はこうしたかったし、このCDは角松作品だし本当のミュージカルトラックにするようなことがあった場合は、KOUTAさんの都合に合わせればいいよ」と、ひとまず歌詞と曲の提示としては問題ないということで納得してもらった[3]。
角松がその曲調変化の部分でやりたかったのは、変声期前の子供の声を使いたかったということだった。ここでは8歳から12歳くらいまでの子供たちが参加している。変声期前は「一期一会、一生で一度きりの声」で、その声で子供たちの「心の叫び」を表現したいという意図があった。ドラムンベース的なテンポチェンジは山本真央樹のドラムに、山内薫、森俊之、鈴木英俊の生演奏トラックを使用している。アコーステイックギターも鈴木で、彼が時間をかけて納得するまでテイクを重ねた[3]。
4. 恋ワズライ  –  (4:18)[1][2]
KOUTA・角松敏生 作詞 / 角松敏生 作曲・編曲 / 本田雅人 ブラス編曲
「恋ワズライ」はKOUTAからの詩が最後に送られてきた曲だった。他の4曲が割とスムーズに展開したのに対し、この曲は若干難航した。KOUTAからの「明るい感じ」という漠然としたアイディアにどう応えるかということに逡巡した結果レゲエにすることをひらめいた。KOUTAからも即答で賛同されたので早速取りかかったが、これまで自分の作品でここまでレゲエ的な作品は初めてだったため、そういった意味で真剣なトライになった。だが本格的なレゲエを表現出来るドラマーということになると難しかった。今や伝統的な世界遺産とも言えるジャンルの音楽になりつつあるレゲエに簡単な着手はできず、なんちゃってやっつけ的にやるのも趣味ではないので、ドラムはプログラミングにしてその上に大儀見元のパーカッションを乗っけるという形になった。その他にはいつもの角松のバックバンドに加えて、森のイチオシで井上薫がフェンダーローズエレキピアノで参加している[3]。
5. 東京少年少女  –  (6:23)[1][2]
KOUTA・角松敏生 作詞 / 角松敏生 作曲・編曲 / 本田雅人 ブラス編曲
タイトルチューンで、「東京少年少女」のテーマソングでもある。重要な曲だけあって、一番展開も魅力的な作品にしたという。マオリのハカを思わせる若者の男女混声のラップに始まりマイケル・ジャクソン、プリンスなどの80'sの王道の印象を感じるようなプログラミングの造りが目指された。生演奏とプログラミングが互いを引き立てあえるように配慮がされているという。さらにAORロッカバラードから、ゴスペル的な展開を経てテーマに回帰、エンディングはリフレインで終わるという、ポップスのいいところをコラージュするようなある意味「ディズニー的ミュージカルトラックメイク」の方法が試みられている。ツアーメンバー全員と、オーディションで見つけた小学生、高校生、大学生にも参加してもらった、本作参加の全ての人たちの力で構成された本曲はとても気に入っているという。冒頭の英語ラップは角松の親友であり島根県立大学で英語教師をしながら古事記の日本語訳を海外に発信しているという、アメリカ人のダスティン・キッドに作詞してもらっている[3]。
6. It's So Far Away  –  (4:12)[2]
角松敏生 作詞・作曲・編曲
「東京少年少女」とは関わりのない楽曲で、角松が単独で作詞・作曲している。この曲は小此木まりとのデュエットナンバーになっている。小此木は角松が2014年のアルバム『THE MOMENT』[注釈 1]で千秋とデュエットカバーした『塔の上のラプンツェル』の主題歌「輝く未来 I See the Light」の日本語吹き替え版を歌った歌手だった。海外作品の吹き替えでオリジナルと同等の感動をした唯一の作品が、小此木と畠中洋の歌った「I See The Light」で、「これ、俺も、歌いてぇ〜」と思わずカバーしてしまったという[注釈 4]。2017年[注釈 5]に、吉沢梨絵の出演している舞台を観に行った時に共演している小此木を見て吉沢に頼んで紹介してもらった[3]。今回、吉沢がツアーとレコーディングでコーラスをやることが決定した時「相方、どうする?」と相談した時「小此木さんとかに声かけてみます?」とその場で吉沢がメールをして、すぐに「やりたいです」という返事が来て小此木が参加することとなった[3]。
舞台で彼女の声を聴いたので上手いのは重々承知だったが、ひとまずうちのスタジオで一回歌ってもらおうと本作の何曲かのコーラスを試しに歌ってもらうと「笑っちゃうくらいお上手で、即、はい、本チャンに使わせていただきまーす」という感じだったそうである。そこから小此木とデュエットしたくなり、スケジュールがかなり押していたにもかかわらず、1日でもう1曲書いてしまったという。小此木の歌は、予想をはるかに超えた表現力、歌唱力、声域で、制作終了後自分で何十回も聴き返したくなる出来だった。詞作に関しては、「東京少年少女」の基本にあるものが、権力が悪い、大人が悪い、というバイアスが強かったので、逆に大人が子供に対して感じる慈しみのような部分を強調した世界観にしているのと同時に、初恋の人を思い出す大人の心ともとれるダブルミーニングを持たせている[3]。
もう一つ特筆すべき点は森、井上による師弟コンビのピアノだという。森に敢えてベーシックにフェンダーローズを弾いてもらい、その上に井上にアコースティックピアノを弾いてもらっている。井上は師匠・森の下地の上で「華麗に表現しろ!」というなかなか緊張を強いられる状況の中、逆にその状況を楽しむくらいの探究心で演奏したという。角松は、まだ突き詰める課題はあるが井上は今後必ず各方面で重宝される鍵盤奏者になっていくだろうと高く評価している[3]。
7. [Secret Track]  –  (1:36)
『voices under the water/in the hall』[注釈 6]以来となる、CDのパッケージやディスク、さらにレコード会社の公式サイト内のディスコグラフィに一切記載がない隠しトラック。「東京少年少女」のエンディングのリフレインを編集したリプライズ的なものとなっている。

### 初回生産限定盤
初回生産限定盤にはボーナス・トラックが追加収録されている。
1. to be or not to be  –  (4:47)[1][2]
2. まだ遅くないよね  –  (3:46)[1][2]
3. 大人の定義  –  (4:50)[1][2]
4. 恋ワズライ  –  (4:18)[1][2]
5. 東京少年少女  –  (6:23)[1][2]
6. It's So Far Away  –  (4:15)[1]
(Bonus Track)
7. A Night in New York [Extended Club Mix]  –  (6:47)[1]
DEBORAH CLARLKIN・RONALD BRUCE ROGERS 作詞・作曲 / 角松敏生 編曲・リミックス / 本田雅人 ブラス編曲
前作『Breath From The Season 2018〜Tribute to TOKYO ENSEMBLE LAB〜』[注釈 3]収録のエルボウ・ボーンズ&ザ・ラケッティアーズのカバーのリミックス。リミックスはその大元となったラケッティアーズの12inchバージョンの構成に近づけている。
8. Tokyo Tower [Extended Club Mix]  –  (6:28)[1]
角松敏生 作詞・作曲・編曲・リミックス
6作目のシングル[注釈 7]のリミックス。リミックスとあるが実際はバッキングトラックから作り直したリメイクに近く、『REBIRTH 1 〜re-make best〜』[注釈 8]ではヘヴィーファンク調にリアレンジされたが本作では原曲に近い曲調・テンポになっている。打ち込みのバックトラックが基本で、クレジットはないがベースは中村雅雄[6]、バッキングギターはLRどちらも角松自身が弾き、歌も新たに録音している。さらに原曲から青木智仁のベースやヨギ・ホートンのドラム、コーラス、ラップなどがサンプリングされ使用されている。
9. 花瓶 [Live] (TOSHIKI KADOMATSU Performance 2018 "Tripod IX" 2018.07.15 軽井沢大賀ホール)  –  (7:24)[1]
角松敏生 作詞・作曲・編曲
中山美穂のアルバム『CATCH THE NITE』への提供曲で、1988年のシングル「もう一度…and then」[注釈 9]をはじめバラード・ベスト『TEARS BALLAD』[注釈 10]やシングル「YOU'RE MY ONLY SHININ' STAR」[注釈 11]、アルバム『The gentle sex』[注釈 12]など、角松も複数回に渡ってセルフカバーしている。
本作には軽井沢大賀ホールで演奏された、小林信吾・友成好弘・森俊之のピアニスト3人によるユニット「Tripod」をバックにしたライブ音源が収録されている。
10. [Secret Track]  –  (1:36)

## クレジット

### to be or not to be
| Words by KOUTA & 角松敏生                                           |
| Music by 角松敏生                                                   |
| Arranged by 角松敏生                                                |
| Brass Arranged by 本田雅人                                          |
|                                                                     |
| 角松敏生 : Vocals, Electric Guitar, Keyboards, Computer Programming |
| 山本真央樹 : Drums                                                  |
| 山内 薫 : Electric Bass                                             |
| 鈴木英俊 : Electric Guitar, Acoustic Guitar                         |
| 森 俊之 : Acoustic Piano, Fender Rhodes                             |
| エリック宮城 : Trumpet                                              |
| 西村浩二 : Trumpet                                                  |
| 中川英二郎 : Trombone                                               |
| 本田雅人 : Alto Saxophone                                           |
| 山本拓夫 : Baritone Saxophone                                       |
| 吉沢梨絵 : Background Vocals                                        |
| 小此木まり : Background Vocals                                      |
| RYO : Background Vocals                                             |
| 上森真琴 : Voice                                                    |
| 森田月渚 : Voice                                                    |
| 社家あやの : Voice                                                  |
| 阿部日菜子 : Voice                                                  |

### まだ遅くないよね
| Words by KOUTA & 角松敏生                          |
| Music by 角松敏生                                  |
| Arranged by 角松敏生                               |
| Brass Arranged by 本田雅人                         |
|                                                    |
| 角松敏生 : Vocals, Keyboards, Computer Programming |
| 吉沢梨絵 : Vocals                                  |
| 森 俊之 : Acoustic Piano                           |
| エリック宮城 : Trumpet                             |
| 西村浩二 : Trumpet                                 |
| 中川英二郎 : Trombone                              |
| 本田雅人 : Alto Saxophone                          |
| 山本拓夫 : Baritone Saxophone                      |

### 大人の定義
| Words by KOUTA & 角松敏生                          |
| Music by 角松敏生                                  |
| Arranged by 角松敏生                               |
| Brass Arranged by 本田雅人                         |
|                                                    |
| 角松敏生 : Vocals, Keyboards, Computer Programming |
| 山本真央樹 : Drums                                 |
| 山内 薫 : Electric Bass                            |
| 鈴木英俊 : Electric Guitar, Acoustic Guitar        |
| 森 俊之 : Acoustic Piano, Digital Piano            |
| エリック宮城 : Trumpet                             |
| 西村浩二 : Trumpet                                 |
| 中川英二郎 : Trombone                              |
| 本田雅人 : Alto Saxophone                          |
| 山本拓夫 : Baritone Saxophone                      |
| 吉沢梨絵 : Background Vocals                       |
| 小此木まり : Background Vocals                     |
| SEIBI : Background Vocals                          |
| TORA : Background Vocals                           |
| NENE : Background Vocals                           |
| HAYATO : Background Vocals                         |

### 恋ワズライ
| Words by KOUTA & 角松敏生                          |
| Music by 角松敏生                                  |
| Arranged by 角松敏生                               |
| Brass Arranged by 本田雅人                         |
|                                                    |
| 角松敏生 : Vocals, Keyboards, Computer Programming |
| 山内 薫 : Electric Bass                            |
| 鈴木英俊 : Electric Guitar                         |
| 森 俊之 : Organ                                    |
| 井上 薫 : Fender Rhodes                            |
| 大儀見 元 : Percussions                            |
| エリック宮城 : Trumpet, Flugelhorn                 |
| 西村浩二 : Trumpet, Flugelhorn                     |
| 中川英二郎 : Trombone                              |
| 本田雅人 : Alto Saxophone, Soprano Saxophone Solo  |
| 山本拓夫 : Baritone Saxophone                      |
| 吉沢梨絵 : Background Vocals                       |
| 小此木まり : Background Vocals                     |

### 東京少年少女
| Words by KOUTA & 角松敏生                              |
| Music by 角松敏生                                      |
| Arranged by 角松敏生                                   |
| Brass Arranged by 本田雅人                             |
|                                                        |
| 角松敏生 : Vocals, Keyboards, Computer Programming     |
| 山本真央樹 : Drums                                     |
| 山内 薫 : Electric Bass                                |
| 鈴木英俊 : Electric Guitar & Solo                      |
| 森 俊之 : Acoustic Piano, Fender Rhodes, Digital Piano |
| エリック宮城 : Trumpet, Flugelhorn                     |
| 西村浩二 : Trumpet, Flugelhorn                         |
| 中川英二郎 : Trombone                                  |
| 本田雅人 : Alto Saxophone, Flute                       |
| 山本拓夫 : Baritone Saxophone, Flute                   |
| 吉沢梨絵 : Background Vocals                           |
| 小此木まり : Background Vocals                         |
| Adam : Background Vocals                               |
| NENE : Background Vocals                               |
| RYO : Background Vocals, Rap                           |
| LEON : Rap                                             |
| SARAH : Rap                                            |
| 汐夏 : Rap                                             |
| 赤松潮音 : Rap                                         |
| 靏蒔杏奈 : Rap                                         |
| 森田月渚 : Rap                                         |
| 社家あやの : Rap                                       |
| 大根田 岳 : Rap                                        |
| 阿部日菜子 : Rap                                       |

### It's So Far Away
| Written & Arranged by 角松敏生                                                              |
|                                                                                             |
| 角松敏生 : Vocals, Keyboards, Computer Programming, Vienna Ensemble Pro Strings Programming |
| 小此木まり : Vocals                                                                         |
| 森 俊之 : Fender Rhodes, Digital Piano                                                      |
| 井上 薫 : Acoustic Piano                                                                    |

### A Night In New York [Extended Club Mix]
| Written by Deborah Clarkin / Ronald Bruce Rogers |
| Published by PERENNIAL AUGUST                    |
| Arranged by 角松敏生                             |
| Brass Arranged by 本田雅人                       |
| Remixed by 角松敏生                              |

### Tokyo Tower [Extended Club Mix]
| Written & Arranged by 角松敏生 |
| Remixed by 角松敏生            |

### 花瓶
| Written & Arranged by 角松敏生                 |
|                                                |
| 角松敏生 : Vocals                              |
| 小林信吾 : Acoustic Piano                      |
| 友成好宏 : Fender Rhodes                       |
| 森 俊之 : Synthesizer                          |
|                                                |
| TOSHIKI KADOMATSU Performance 2018 "Tripod IX" |
| 2018.07.15 軽井沢大賀ホール                    |

### スタッフ
| EXECUTIVE PRODUCER: TOSHIKI KADOMATSU                                   |
|                                                                         |
| Produced by TOSHIKI KADOMATSU                                           |
|                                                                         |
| All Songs Composed & Arranged by TOSHIKI KADOMATSU                      |
| except                                                                  |
| "A Night In New York" Written by DEBORAH CLARLKIN / RONALD BRUCE ROGERS |
| "M1/M2/M3/M4/M5" Words by KOUTA & TOSHIKI KADOMATSU                     |
| Brass Arranged by MASATO HONDA                                          |
|                                                                         |
| Directed by TETSUO KOKUBU (BEANS)                                       |
| A&R : ETSUKO NOGUCHl (Ariola Japan)                                     |
|                                                                         |

| Mixed by | SHINICHI KAWASUMI & TOSHIKI KADOMATSU "M1/M2/M3/M4/M5/M6" at Laboratori di Musica NeNe EIJI UCHINUMA (MIXER'S LAB) & TOSHIKI KADOMATSU "M7/M8/M9" at LAB recorders |

| Recorded by SHINICHI KAWASUMI |

| Assistant Engineers : | SORA TAMIYA (MIXER'S LAB) YUYA HIURA (MIXER'S LAB) KOZO MIYAMOTO (Free Market) |

| Mastered by | ISAO KIKUCHI (Warner Music Mastering) at Warner Music Mastering |

| Recorded at | Laboratori di Musica NeNe LAB recorders Sound Valley |

| Engineers Management : JUNKO TAKAYAMA (MIXER'S LAB)                      |
| Equipment Technician : SUSUMU MATSUYAMA                                  |
| Acoustic Piano & Fender Rhodes tuner : SADAYOSHI "TARO" SATO (LEO MUSIC) |
|                                                                          |
| Network Promotion : MAYU TAJIMA (Sony Music Marketing)                   |

| Sales Promotion : | AKIHIRO ITO (Sony Music Marketing) JUMPEI HAYASHI (Sony Music Marketing) |

| Supervisor : HIROSHI KAWASAKI (Ariola Japan) |

| Executive Supervisor : | DAISUKE KATSURADA (Sony Music Labels) SHUNSUKE FUJIWARA (Ariola Japan) |

|                                                                                   |
| Art Direction & Design : MANABU KOYAMA (Swingarm)                                 |
| Photography : HIDEYUKI SUTO (TRIVAL)                                              |
| Styling : YOHKO TANAKA                                                            |
| Hair & Make-up: TOMOKO MIYAGAWA (est un)                                          |
| Art Product Coordination : REINA CHIDA (Sony Music Communications)                |
|                                                                                   |
| MASATO HONDA by the courtesy of Universal Jazz, a division of Universal Music LLC |

## リリース日一覧
| 地域 | リリース日   | レーベル                                      | 規格                   | カタログ番号               | 備考                            |
| ---- | ------------ | --------------------------------------------- | ---------------------- | -------------------------- | ------------------------------- |
| 日本 | 2019年4月3日 | IDEAK ⁄ ARIOLA JAPAN ⁄ Sony Music Labels Inc. | CD                     | BVCL-958【初回限定生産盤】 | ボーナス・トラック3曲追加収録。 |
| 日本 | 2019年4月3日 | IDEAK ⁄ ARIOLA JAPAN ⁄ Sony Music Labels Inc. | CD                     | BVCL-959【通常盤】         |                                 |
| 日本 | 2019年4月3日 | IDEAK ⁄ ARIOLA JAPAN ⁄ Sony Music Labels Inc. | デジタル・ダウンロード | -                          | 通常音源（AAC-LC 320kbps）      |